# Élimination réductrice
L'élimination réductrice est une étape élémentaire de la chimie organométallique dans laquelle l'état d'oxydation du centre métallique diminue tout en formant une nouvelle liaison covalente entre deux ligands. C'est la réaction inverse de l'addition oxydante et c'est souvent l'étape de formation du produit dans de nombreux processus catalytiques. Puisque l'addition oxydante et l'élimination réductrice sont des réactions inverses, les mêmes mécanismes s'appliquent aux deux processus, et l'équilibre du produit dépend de la thermodynamique des deux réactions,.
L'élimination réductrice est souvent observée dans des états d'oxydation élevés et peut impliquer un changement à deux électrons à un seul centre métallique (mononucléaire) ou un changement à un électron à chacun des deux centres métalliques (binucléaire, dinucléaire ou bimétallique).
Pour l'élimination réductrice mononucléaire, l'état d'oxydation du métal diminue de deux, tandis que le nombre d'électrons des orbitales d du métal augmente de deux. Cette voie est commune pour les métaux d8 (Ni (II), Pd (II) et Au (III)) et les métaux d6 (Pt (IV), Pd (IV), Ir (III) et Rh (III)). De plus, l'élimination réductrice mononucléaire nécessite que les groupes éliminés soient en cis les uns par rapport aux autres sur le centre métallique.
Pour l'élimination réductrice binucléaire, l'état d'oxydation de chaque métal diminue de un, tandis que le nombre d'électrons d de chaque métal augmente de un. Ce type de réactivité est généralement observé avec les métaux de la première ligne, qui préfèrent un changement d'une unité dans l'état d'oxydation, mais a été observé dans les métaux de deuxième et de troisième ligne.
Comme pour l'addition oxydante, plusieurs mécanismes sont possibles avec l'élimination réductrice. Le mécanisme prédominant est un mécanisme concerté, ce qui signifie qu'il s'agit d'un état de transition non polaire à trois centres avec rétention de la stéréochimie . De plus, un mécanisme S N 2, qui procède par inversion de la stéréochimie, ou un mécanisme radicalaire, qui procède par inversion relative de la stéréochimie, sont d'autres voies possibles pour l'élimination réductrice,.